# Henry Ludwell Moore
Henry Ludwell Moore (Contea di Charles (Maryland), 21 novembre 1869 – 28 aprile 1958) è stato un economista statunitense.
Fu noto per i suoi lavori pionieristici nel campo dell'econometria.

## Biografia
Primogenito di 15 figli, Moore si laureò nel 1892 presso il Randolph-Macon College e conseguì il dottorato di ricerca presso la Johns Hopkins University nel 1896.
La sua tesi riguardava la teoria di von Thünen sul salario naturale. Fra i lettori vistanti vi furono Simon Newcomb e J. B. Clark, dai quali può aver appreso nozioni di matematica finanziaria.
Mentre svolgeva il dottorato di ricerca, trascorse un anno all'Università di Vienna. All'epoca, per gli Statunitensi era abbastanza frequente studiare in Europa e, solitamente, si recavano in Germania per l'intero periodo di formazione universitaria. Moore fu uno dei primi a svolgere in Europa il dottorato di ricerca.
La sua carriera accademica iniziò con un lettorato alla Johns Hopkins. Quindi, insegnò econometria allo Smith College dal 1897 al 1902 e, infine, si trasferì alla Columbia University. Nel 1929 andò in pensione a causa delle cattive condizioni di salute.
Fu propugnatore del metodo economico di Walras e della scuola di Losanna.

## Contributi all'econometria
Sembra che il primo interesse di Moore fosse per la storia del pensiero economico ma, nel 1901, si dedicò al progetto di fornire un "complemento statistico alla economia pura". Sebbene avesse studiato con Carl Menger a Vienna, la sua "economia pura" apparteneva piuttosto ai rami marshalliano e walrasiano dell'economia marginale.
Negli anni 1903, 1909 e 1912, Moore incontrò rispettivamente Walras, Pareto e Bortkiewicz. Per incrementare la sua conoscenza delle tecniche statistiche, frequentò le lezioni di Karl Pearson nel 1909 e nel 1913.
Il primo libro di Moore, che riguardava la verifica sperimentale della teoria della produttività marginale dei salari, fu ben accetta come una sfida pionieristica, sebbene Alfred Marshall si rifiutò di leggerla, rispondendo a Moore che "essa procede su linee che io decisi deliberatamente di non seguire molti anni fa".
Moore scrisse due libri sui cicli economici, in cui il ciclo economico è presentato come il riflesso di un ciclo fisico.
Nel volume Economic Cycles, sosteneva che un ciclo della pioggia ha effetti sui mercati agricoli, che a loro volta esercitano ricadute sui mercati industriali. 
In Economic Cycles risaliva dal ciclo della pioggia a un ciclo astronomico.
Esiste una forte famigliarità tra questo lavoro sui cicli e l'iniziale ricerca sulle macchie solari di William Stanley Jevons.
L'ultimo libro di Moore, Synthetic Economics, intendeva fornire una controparte statistica alla teoria dell'equilibrio generale di Walras.
Assieme ai suoi contemporanei Wesley Mitchell e Irving Fisher, Moore esplorò nuove tipologie di economia quantitativa negli Stati Uniti. A differenza di essi, Moore non fu una figura di grande presenza pubblica.
Infatti, era una persona riservata e sensibile, che soffriva di lunghi periodi di malattia.
Alla fine del suo saggio su Moore, Stigler scrisse "In generale si può affermare che Moore fosse più un fondatore di questo movimento [l'economia statistica] di quanto chiunque altro possa essere un fondatore di un grande movimento verso il quale una scienza sia stata in movimento costante".

## Opere
- Laws of Wages: An Essay in Statistical Economics, 1911.
- Economic Cycles: Their Law and Cause, 1914.
- Forecasting the Yield and Price of Cotton, 1917.
- Generating Economic Cycles, 1923.
- Synthetic Economics, 1929

Nell'articolo di Stigler citato nella sezione seguente è riportata una bibliografia completa.